# Lista foștilor membri ai Camerei Reprezentanților Statelor Unite ale Americii: Z
Această este o listă a foștilor membri ai Camerei Reprezentanților Statelor Unite ale Americii al căror nume de familie începe cu litera Z.
| Reprezentant         | Ani       | Stat          | Partid     |
| -------------------- | --------- | ------------- | ---------- |
| Clement J. Zablocki  | 1949-1983 | Wisconsin     | Democrat   |
| Leo C. Zeferetti     | 1975-1983 | New York      | Democrat   |
| Herbert Zelenko      | 1955-1963 | New York      | Democrat   |
| Bill Zeliff          | 1991-1997 | New Hampshire | Republican |
| William T. Zenor     | 1897-1907 | Indiana       | Democrat   |
| Edward D. Ziegler    | 1899-1901 | Pennsylvania  | Democrat   |
| Frederick N. Zihlman | 1917-1931 | Maryland      | Republican |
| Dick Zimmer          | 1991-1997 | New Jersey    | Republican |
| Orville Zimmerman    | 1935-1948 | Missouri      | Democrat   |
| Roger H. Zion        | 1967-1975 | Indiana       | Republican |
| Marion Zioncheck     | 1933-1936 | Washington    | Democrat   |
| Felix Zollicoffer    | 1853-1854 | Tennessee     | Whig       |
| Felix Zollicoffer    | 1854-1859 | Tennessee     | American   |
| Ed Zschau            | 1983-1987 | California    | Republican |
| John M. Zwach        | 1967-1975 | Minnesota     | Republican |